# スズキ・ガンマ

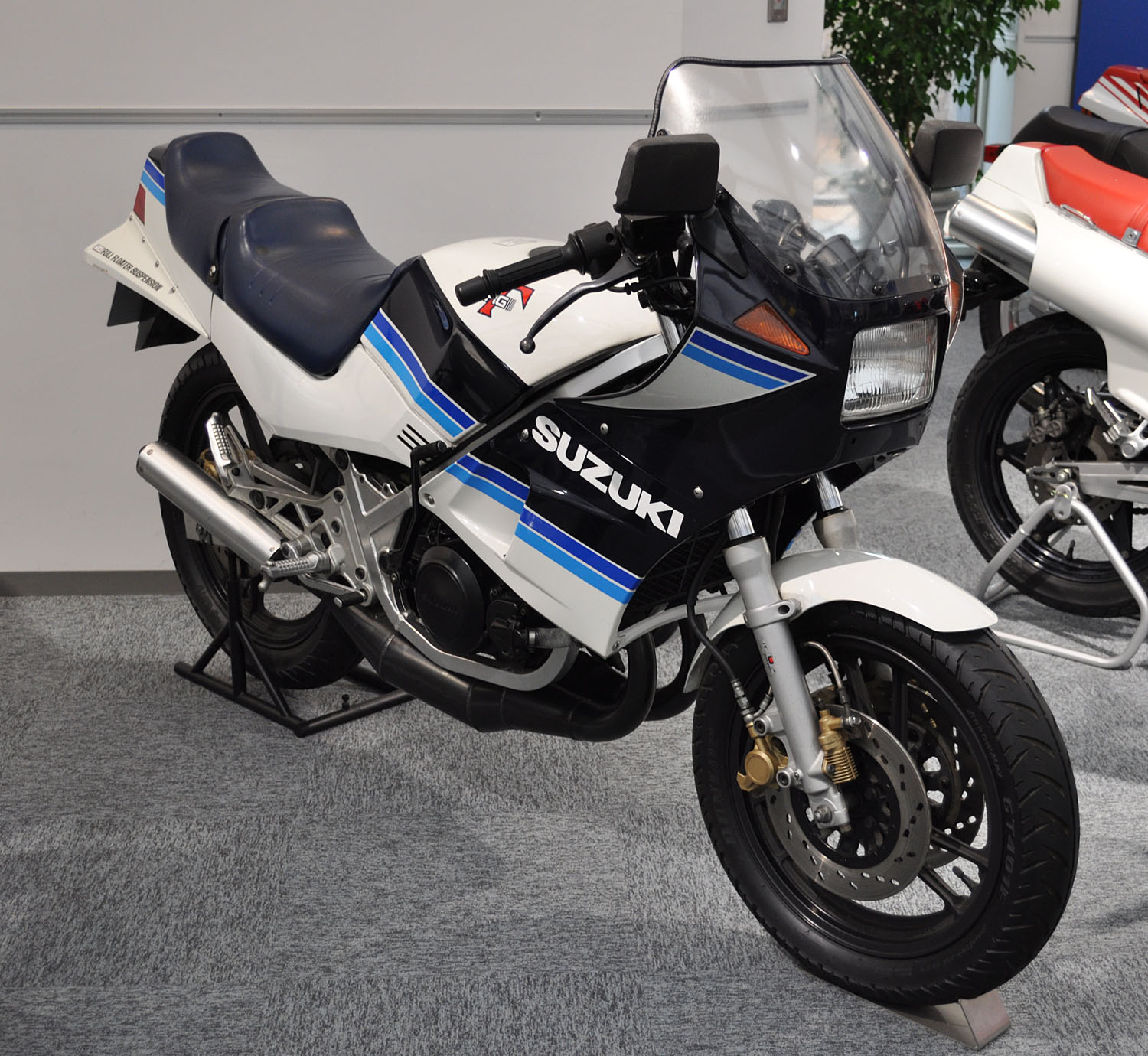
初代RG250Γ

ガンマ（Γ ＝ギリシア文字）とは、スズキが販売していたオートバイのシリーズ車種である。同社のグランプリレーサー「RGΓ」（RG→RGA→RGBの次に"RGC"でなくギリシア文字の3番目でありギリシア語で「栄光」を意味する「ゲライロ」の頭文字のΓを使いRGΓとした）にちなんだネーミングである。
1983年、2ストロークエンジンを搭載したスポーツ車種であるRG（レーサー・オブ・グランプリの略）シリーズの発展形としてRG250Γが発売され、以降はレーサーレプリカ車種として排気量別に数車種が生産された。1998年をもって販売が終了した。

## RG250Γ
RG250Γ（アールジーにひゃくごじゅうガンマ）とは、1983年から1987年まで製造されていた普通自動二輪車（軽二輪）である。水冷2スト並列2気筒エンジンはクラス最強の45psを誇り、3,000回転以下の表示をカットしたタコメーター、レーサーさながらのフルカウルやアルミダブルクレードルフレームを採用。後のレーサーレプリカブームの火付け役となった。

## RGV250Γ
1988年フルモデルチェンジが行われ、車名はRGV250Γに変更された。以下の「VJ」で始まる名称は、車台番号の先頭記号。なお、以下の年式は国内仕様を元にしており、輸出仕様とは一致しない。

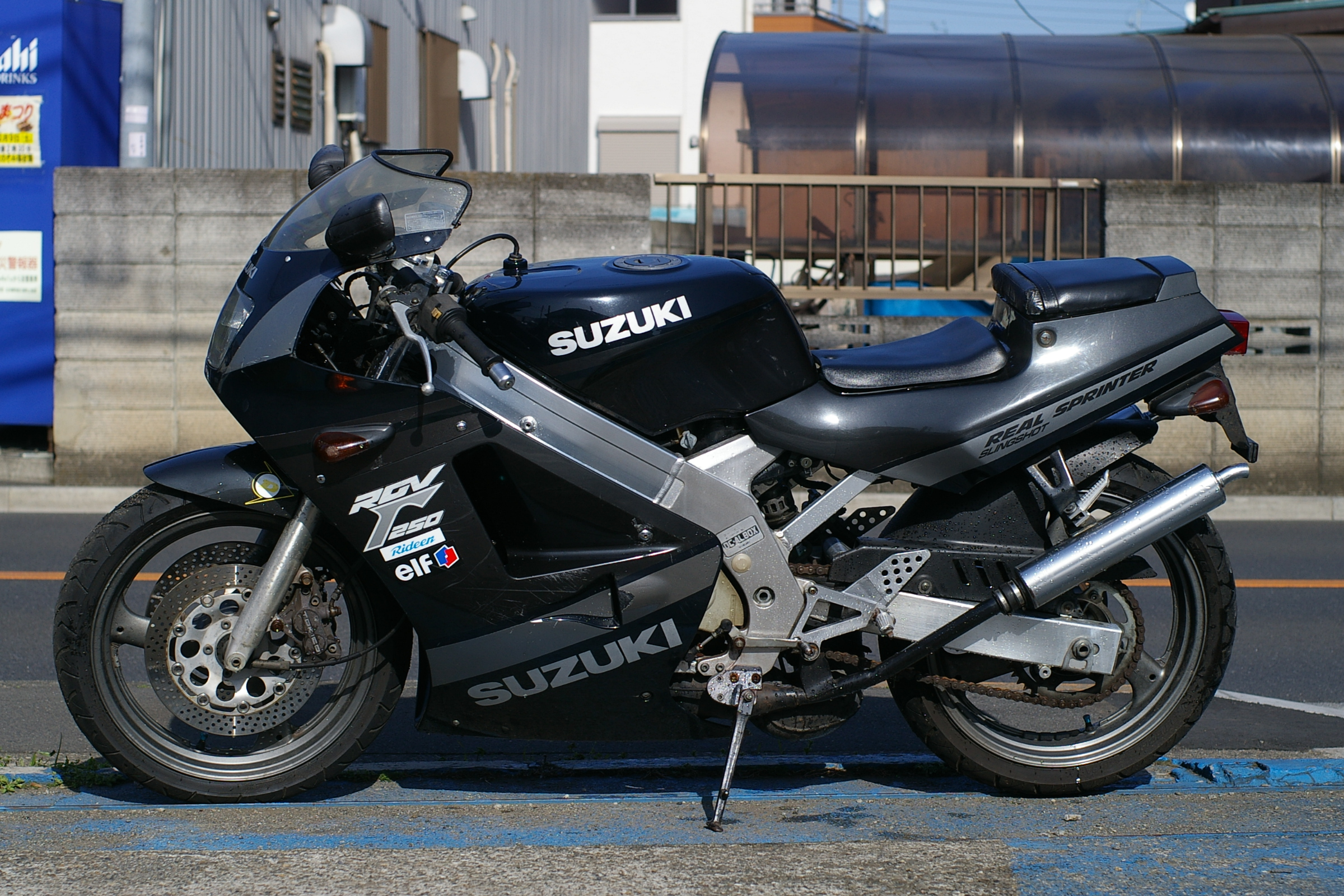
VJ21A

- VJ21A（前期1988、後期1989）

V型エンジンに変更されたガンマの最初のモデル。排気デバイスが2段。正立フォーク。キック始動。SPモデルはクロスミッション、フルアジャスタブルフォーク、リザーバー別体式サスペンション、TM34SSキャブ（1989年のみ。スタンダードと1988年SPはTM32SS）を装備。限定カラーとして「ペプシカラー」が販売され、これのみサイレンサーが黒色に塗装されている。
- VJ22A（前期1990～1992、後期1992～1993）

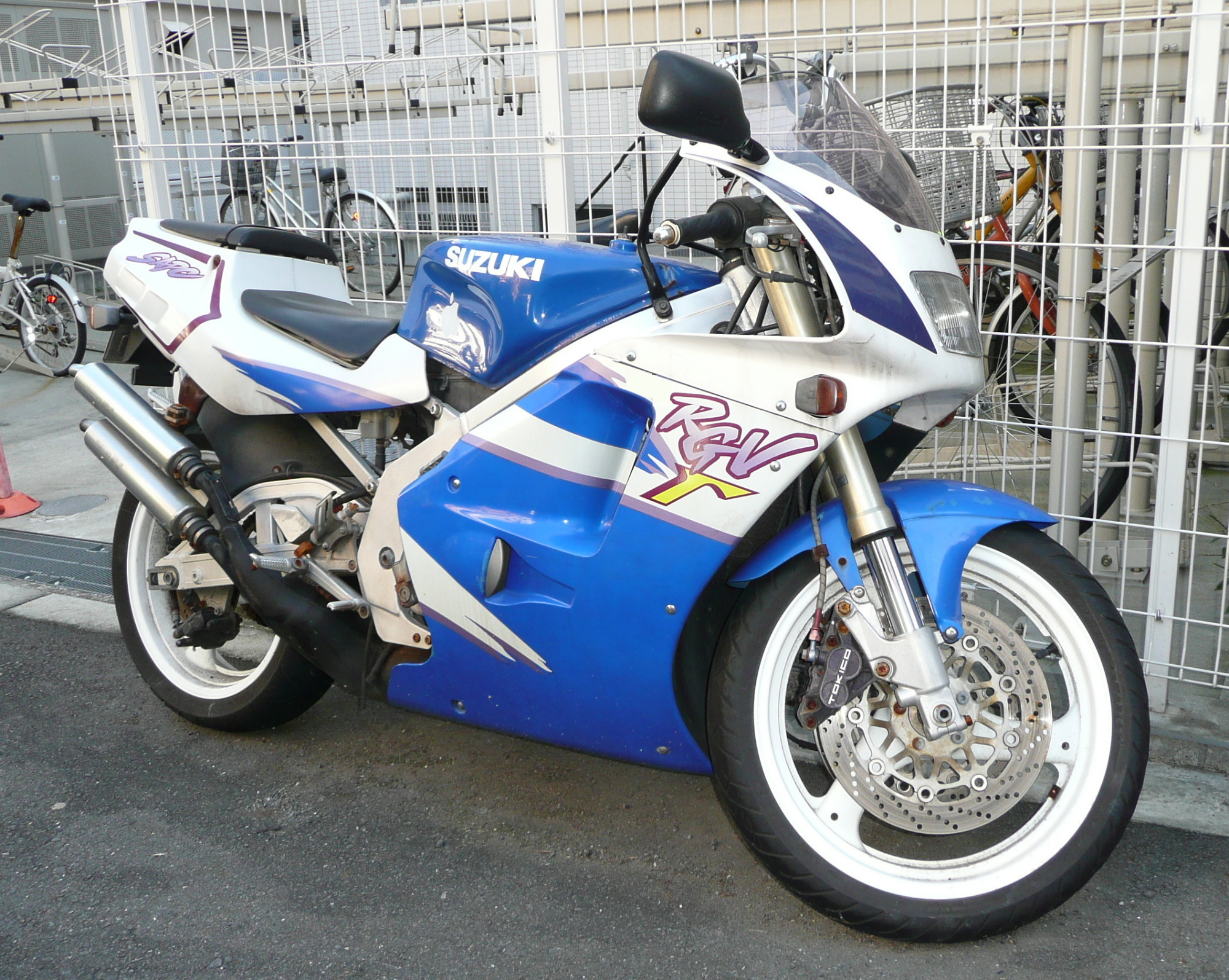
RGV250Γ VJ22A

1990年に発売されたモデルで、VJ21Aの後継モデル。排気デバイスが3段。倒立フォーク。キック始動。湾曲スイングアーム。同じく乾式クラッチ、クロスミッション、リザーバー別体式サスペンションを搭載したSPモデル、クロスミッションのみをノーマルに戻したSP2も販売された。1991年に外観の小変更を行い、同時に排気バルブを強化した（前モデルでは排気バルブが脱落するトラブルが多発した）。馬力自主規制値の変更に合わせ、1993年後半には最高出力を45馬力から40馬力に変更した。また、スイングアームをWGPマシンで採用していたトラス形式に変更した。
（注）アプリリアRS250はVJ22Aの規制前モデルのエンジン（輸出仕様の62ps）を使い、独自のミッションを搭載している。
- VJ23A（1996～）

1996年にフルモデルチェンジを受けた。一時のレプリカブームは過ぎ去り、環境規制の強化もあり各社が2ストレプリカの扱いに消極的だった中でのフルモデルチェンジであり、結果的に本形式が国内2ストレーサーレプリカ最後のモデルとなった。車名はRGV-Γ250に変更され、ラインナップはSPのみとなった。エンジンは完全新設計で、シリンダーバンク角はレーサーモデルさながらの挟角70°となった。フレームも一新され、ホイールベースの短縮と軽量化が図られた。始動装置は2ストロークのスポーツバイクとしては珍しくセルスタータのみであるが、セルモーターも重量700gという軽量なものが使用されるなど、新機軸や電子制御を積極的に取り込んでいた。1999年に新たな環境規制へ適合できない事から、他社のライバルモデルと共に販売を終了。以後、現在までガンマシリーズは販売されていない。

## RG400Γ・RG500Γ

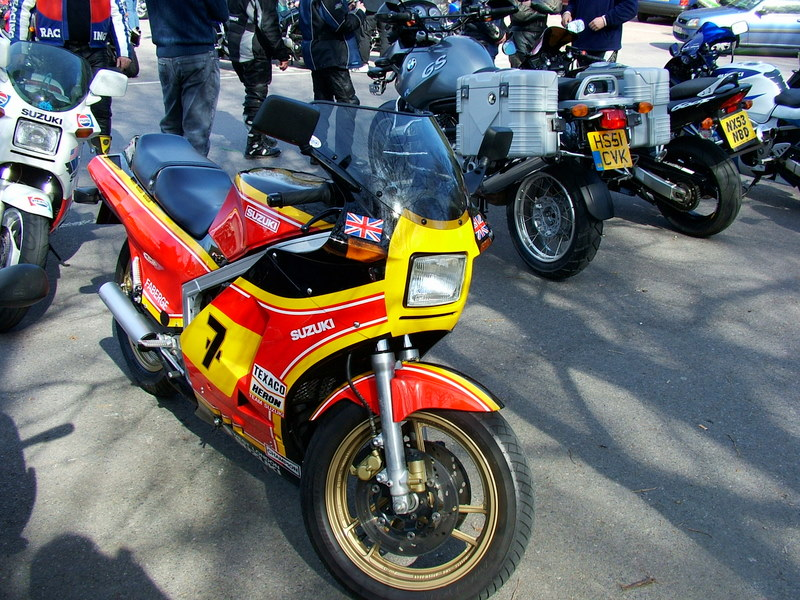
RG500Γ

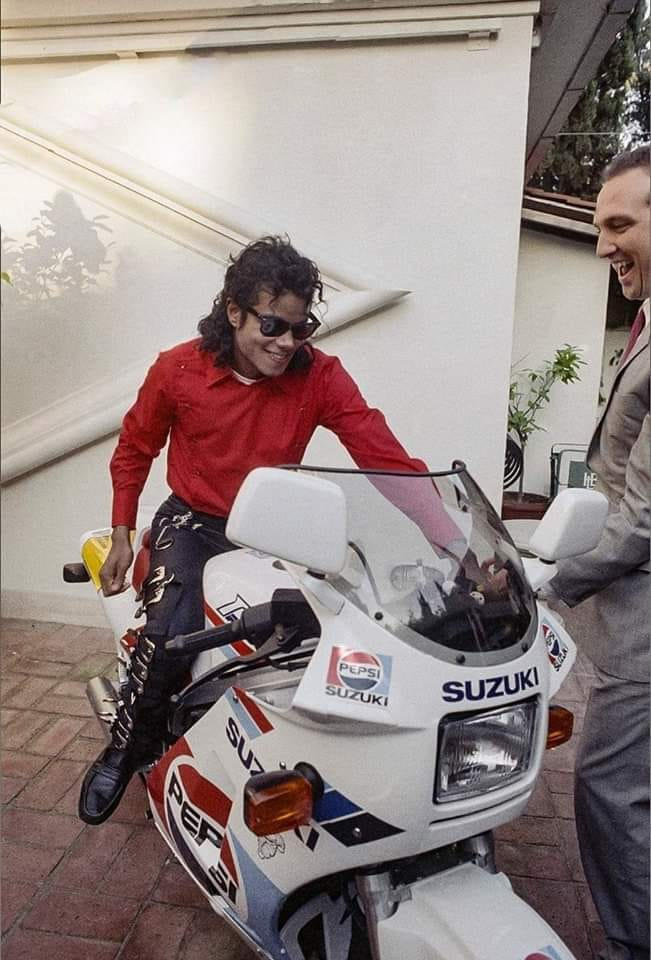

RG400Γは1985年発売。RG500Γは1984年より日本国外輸出、1985年国内発売。
WGP500ccクラスで1976年～1982年の間メーカーズ・タイトルを獲得した、レーサーRG500の直系バイクである。エンジンレイアウトはレーサーと同じくスクエアフォー。吸気方式はロータリーバルブ方式である。
- RG400Γはボア・ストローク50×50.6mmの397cc。公称馬力59ps。排気系のみ交換した車両では70 - 80ps。
- RG500Γは56×50.6の498cc、公称馬力64ps（日本仕様）/95ps（輸出仕様）。排気系のみ交換した車両では90 - 101ps。
- マイナーチェンジでウィンカースイッチがプッシュキャンセル式になった。その他の変更点はサイドスタンドスイッチやスイングアームなど。

- ノーマルでの公称最高速はRG400Γで226km/h。RG500Γ（輸出仕様）は246km/h。

- 極初期に出荷されたRG500Γには、ワイヤリングのためヘッドに穴のあいたボルトが各所に使用されている。

- 米国にてエンジンをVJ22Aのフレームにコンバートするキットが販売されていた。

- スペシャルカラーリングとして濃紺及び銀色の「ウォルター・ウルフ仕様」が設定される。

NS400RやRZV500Rに比べて、カラーバリエーションが多い。

## RG125Γ・RG200Γ・RG150Γ・RG80Γ
RG125Eの事実上の後継で、RG125Eをツアラー化したもので、RG125Γは1985年発売、1991年フルモデルチェンジ。
- 基本はオフロードバイクのTSシリーズに、Vガンマの腰上に変更したようなもの。
- エンジンはTSと同じものを使用しているが、TS同様に排気デバイス（AETC）の耐久性が低いという問題点があり、定期的なメンテナンスを要する。AETCが故障すると、最悪の場合エンジンそのものが壊れてしまうので注意。
- 国内仕様は22ps/10,000rpm1.7kg-m/9,000rpmだが、国外仕様には33psのものと15psのものが存在している。

RG200Γは1992年発売。
- 基本はTS200Rで、メッキシリンダーではない。35ps/9,000rpm2.9kg-m/8,000rpm
- 軽二輪2ストローク車には珍しいセルフスターターを搭載しており、キックスターターは装備していない。

RG150Γはタイの制度にあわせて作られたタイスズキ製バイク。
- 基本は91年以降の125や200と同じだが各所変更がある。37ps/10,800rpm。また、150のガンマでもいくつかバージョンがあり、なかにはスポークホイールのものも。

RG80Γはヨーロッパで発売されていた。
- 125Γの車体に80ccのエンジンを搭載。

## RG50Γ
RG50Eの後継で、1982年12月発売。
- 実は一番早く登場したガンマレプリカ。生産終了まで一度もフルモデルチェンジが行われなかった長寿モデル。
- 大きく4段階のマイナーチェンジモデルがあり、7000回転で作動するレブリミッターがあった。95キロフルスケール。
- 90年発売のCL型より前後17インチホイールとなった。

## RGシリーズ
- Γシリーズ以前の主力車種。星型のキャストホイールを装備された車種には「E」がつく。

### RG50
- 1977年にデビュー。ピストンバルブとリードバルブを併用したスズキ独自のパワーリードバルブ方式の空冷2サイクル単気筒エンジンが採用された。
- 1979年に、星型キャストホイールと機械式ディスクブレーキを採用したRG50Eを発売。
- 1981年にフロントサスペンションにアンチノーズダイブ機構装備と、油圧式ディスクブレーキが装備された。また、タコメーターを省き、フロントドラムブレーキ、スポークホイール、リアキャリア装備とした廉価版のRG50Tも発売された。
- 最終型のRG50Eは50Γ登場後も暫くは併売されていた。

### RG80E
- 1981年にデビュー。クランクケースをRG50Eと共通しながらもボア&ストロークを変えて80ccエンジンとした。

### RG125
- 1978年に前車種GT125のデザインを変更して発売。
- 1980年にエンジンをそれまでのピストンバルブ空冷2サイクル2気筒から、パワーリードバルブ空冷2サイクル2気筒に変更し、デザイン変更とともに大幅なモデルチェンジがされたほか、キャストホイールを履いたRG125Eも発売された。

### RG250
- 1978年6月発売。GT250の後継モデル。型式GT2502。

それまで400ccクラスの車体に250ccエンジンを搭載していた車種が多い中、初の250cc専用設計の軽量な車体で、軽快な操縦性と、２サイクルエンジンにしては低回転域のトルクが強く、高い運動性能を誇った。
- 1978年10月　当時流行のキャストホイールを装備した、RG250E追加発売。スポークホイールのRG250と併売。
- 1980年2月　マイナーチェンジ。メーター、ウインカー、カラーリング等変更。スポークホイール車は廃止。

- 全長×全高×全幅(mm)　2,005×1,065×740

- 車両重量　126kg（乾燥）

- エンジン形式　空冷2ストローク2気筒

- 総排気量　247cc

- 最高出力　30ps/8,000rpm

- 最大トルク　2.9kg-m/7,000rpm

- 変速機形式　6段リターン式

- 最終モデルにはフロントサスペンションにアンチノーズダイブ機構が装備された。（国内未発売）

## マメタン OR50
- 1977年にRG50のエンジンを使い、チョッパー風のデザインの車体でデビュー。
- 1978年にタコメーターと機械式ディスクブレーキを装備したカスタムを発売。

　タンクの炎グラフィックが特長。月刊オートバイ誌1978年10月号の第一回人気投票では原付部門の第一位に輝いた。
- 1979年に星型のキャストホイールを履いたマメタン50Eが発売された。